# Cumaribo
Cumaribo is een gemeente in het Colombiaanse departement Vichada. De gemeente, in oppervlakte de grootste van het land, telt 23.990 inwoners (2005).
Cumaribo · La Primavera · Puerto Carreño · Santa Rosalia